# Palmenzwergkauz
Der Palmenzwergkauz (Glaucidium palmarum) oder Colima-Sperlingskauz ist eine kleine Eulenart aus der Gattung der Sperlingskäuze. Die kaum Handlängen-große Eule kommt ausschließlich in Nordamerika vor.

## Erscheinungsbild
Der Palmenzwergkauz erreicht eine Körpergröße von 13 bis 15 Zentimetern. Er ist auf der Körperoberseite blass graubraun bis olivbraun. Der Oberkopf ist weißlich bis gelblich gefleckt. Im Nacken befindet sich ein auffälliges Occipitalgesicht, wie es für alle Sperlingskauz-Arten charakteristisch ist. Die Körperunterseite ist weißlich mit gelblich-braunen bis zimtfarbenen Längsstreifen und braunen Flecken auf den Brustseiten. Die Augen sind gelb.
Im Verbreitungsgebiet des Palmenzwergkauzes kommen mehrere andere Sperlingskauz-Arten vor, mit denen dieser verwechselt werden kann. Der Sanchezzwergkauz ist dunkler. Bei ihm sind außerdem nur der Vorderkopf und die Kopfseiten gepunktet. Der Gnomenzwergkauz ist ebenso wie der Brasilzwergkauz größer. Letztere Art hat außerdem einen längeren Schwanz und ist auf dem Kopf gestreift. Dem Elfenkauz fehlt das Occipitalgesicht und er ist auf der Körperunterseite fein gesprenkelt.

## Verbreitungsgebiet und Lebensraum
Das Verbreitungsgebiet des Palmenzwergkauzes erstreckt sich im Westen Mexikos entlang der Pazifikküste. Es reicht von der Mitte Sonoras bis nach Oaxaca. Er ist ein Standvogel, der trocken-tropische Wälder vom Meeresniveau bis in Höhenlagen von 1.500 Meter über NN besiedelt.

## Lebensweise
Wie eine Reihe anderer amerikanischer Sperlingskauz-Arten ist auch der Palmenzwergkauz teilweise tagaktiv. Sein Nahrungsspektrum besteht aus Kleinvögeln, Reptilien und anderen kleinen Wirbeltieren sowie größeren Insekten und anderen Wirbellosen. Über die Fortpflanzungsbiologie dieser Art ist nichts bekannt.

## Unterarten
Laut IOC World Bird List ist der Palmenzwergkauz (Glaucidium palmarum Nelson, 1901) monotypisch. Lange wurden Glaucidium minutissimum oberholseri Moore, RT, 1937 und Glaucidium minutissimum griscomi Moore, RT, 1947 als Unterarten betrachtet. Heute gelten beide als Synonym zur Nominatform.

## Etymologie und Forschungsgeschichte
Die Erstbeschreibung des Palmenzwergkauzes erfolgte 1901 durch Edward William Nelson unter dem wissenschaftlichen Namen Glaucidium palmarum. Das Typusexemplar wurde von ihm und Edward Alphonso Goldman im Militärbezirk Tepic gesammelt. Bereits 1832 führte Friedrich Boie die für die Wissenschaft neue Gattung Glaucidium ein. Dieser Name leitet sich von γλαυξ (glaux) für Eule ab. Der eigentliche Name ist die Diminutivform und bedeutet deshalb kleine Eule. Der Artname palmarum ist lateinischen Ursprungs und bedeutet von der Palme von palma für Palme. Mit oberholseri wird Harry Church Oberholser geehrt, mit griscomi Ludlow Griscom.